# Diego de Covarrubias
Pour les articles homonymes, voir Covarrubias (homonymie).
Diego de Covarrubias y Leyva, réduit parfois au simple Covarruvias y Leiva, né le 25 juillet 1512 à Tolède et mort le 27 septembre 1577 à Madrid, est un théologien, juriste et ecclésiastique espagnol, ayant été évêque de Ségovie.
Surnommé le Bartole espagnol, ce membre de l'École de Salamanque est considéré comme l'un des plus grands canonistes du Siècle d'or espagnol. 

## Biographie
Fils d'Alonso de Covarrubias, il est envoyé à l'âge de 10 ans à l'université de Salamanque pour y apprendre la grammaire et les langues étrangères. En 1527, il rejoint la faculté de Droit de cette même université où il reçoit l'enseignement de Martín de Azpilcueta et y apprend le droit civil, le droit canon et la théologie. Il en ressort en 1538 comme doctor utriusque iuris, et entre au Colegio Mayor d'Oviedo (es).
À partir de 1543, il enseigne le droit canon à l'université de Salamanque et, cinq ans plus tard, est nommé juge de la Chancellerie royale de Grenade (es).
Nommé évêque de Ciudad en 1558, il prend part aux sessions finales du Concile de Trente et joue un grand rôle dans la formulation de ses décrets. En 1564, il obtient l'évêché de Ségovie.
En 1574, Philippe II lui propose de présider le Conseil de Castille, mais, hésitant à remplir cette tâche en raison de ses deoirs d'évêques, il refuse initialement. Il acceptera toutefois par la suite, après avoir obtenue une dispense pontificale de résidence.
Proche d'El Greco qui en fait le portrait et le représente dans L'Enterrement du comte d'Orgaz.
Mort le 27 septembre 1577, il est enterré dans un sarcophage en marbre dans la cathédrale de Ségovie.

## Doctrine
Conidéré comme le plus éminent canoniste du XVIe siècle, les opinions de Covarrubias sont très souvent citées par Grotius et Dietrich Reinkingk.
très influent au sein de l'École de Salamanque, il est très souvent cités par les membres de ce mouvement dans leurs réflexion sur le droit des contrats, qu'il s'agisse d'une théorie du vice de crainte par Lessius, de la bonne foi, les concepts de juste prix et de lésion ou encore sur la validité d'un contrat avec une prostituée. Il rejette toutefois l'idée d'un consensualisme en matière de droit civil, défendue par Fortunius Garcia, et préfère considérer que les restrictions à la liberté contractuelle se justifient par l'intérêt public ou le bien commun.

## Œuvres
- In tit. De testamentis, Interpretatio (X 3, 26) (1547)
- In lib. IV. Decretalium, De sponsalibus ac matrimoniis, Epitome (X 4, 1) (1545)
- In c. Quamvis pactum, De pactis, lib. VI. Decretalium, Relectio (VI 1, 18, 2) (1553)
- In c. Alma mater, De sententia excommunicationis lib. VI., Relectio (VI 5, 11, 24) (1554)
- In regulae Possessor malae fidei, De regul. iuris. lib. VI., Relectio (VI 5, 13, 2) (1553)
- In regulae Peccatum, De regul. iuris lib. VI., Relectio (VI 5, 13, 4) (1553/1554)
- In Clementis quinti constitutionem: Si furiosus, rubrica De homicidio, Relectio (Clem. 5, 4, un.) (1554)
- Variarum Resolutionum ex jure pontificio regio et caesareo libri IV (1552 lib.1–3, 1570 lib. 1–4)
- Practicarum quaestionum liber unus (1556–1594) (zit. Pract. quaest.) (1556)
- De frigidis et maleficiatis, Tractatus (1573 in Opera omnia, Frankfurt)
- Veterum numismatum Collatio (de re monetaria) (1556)
- De possessione & praescriptione
- Enucleatum & auctum
- Notas ad concilium tridentinum
- Tractatus de poenis
- Observaciones al fuero juzgo
- Catálogo de los Reyes de España y de otras cosas señaladas para razón del tiempo
- Fundación de algunas ciudades de Espanna
- Advertencias para entender las inscripciones.